# Sappie

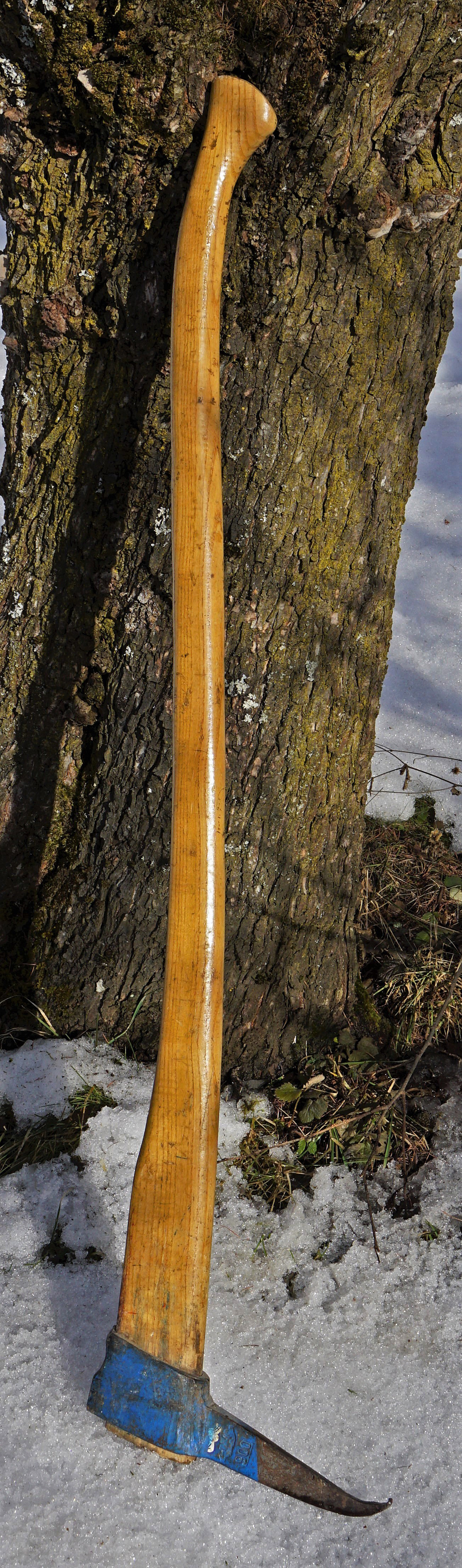
Sappie

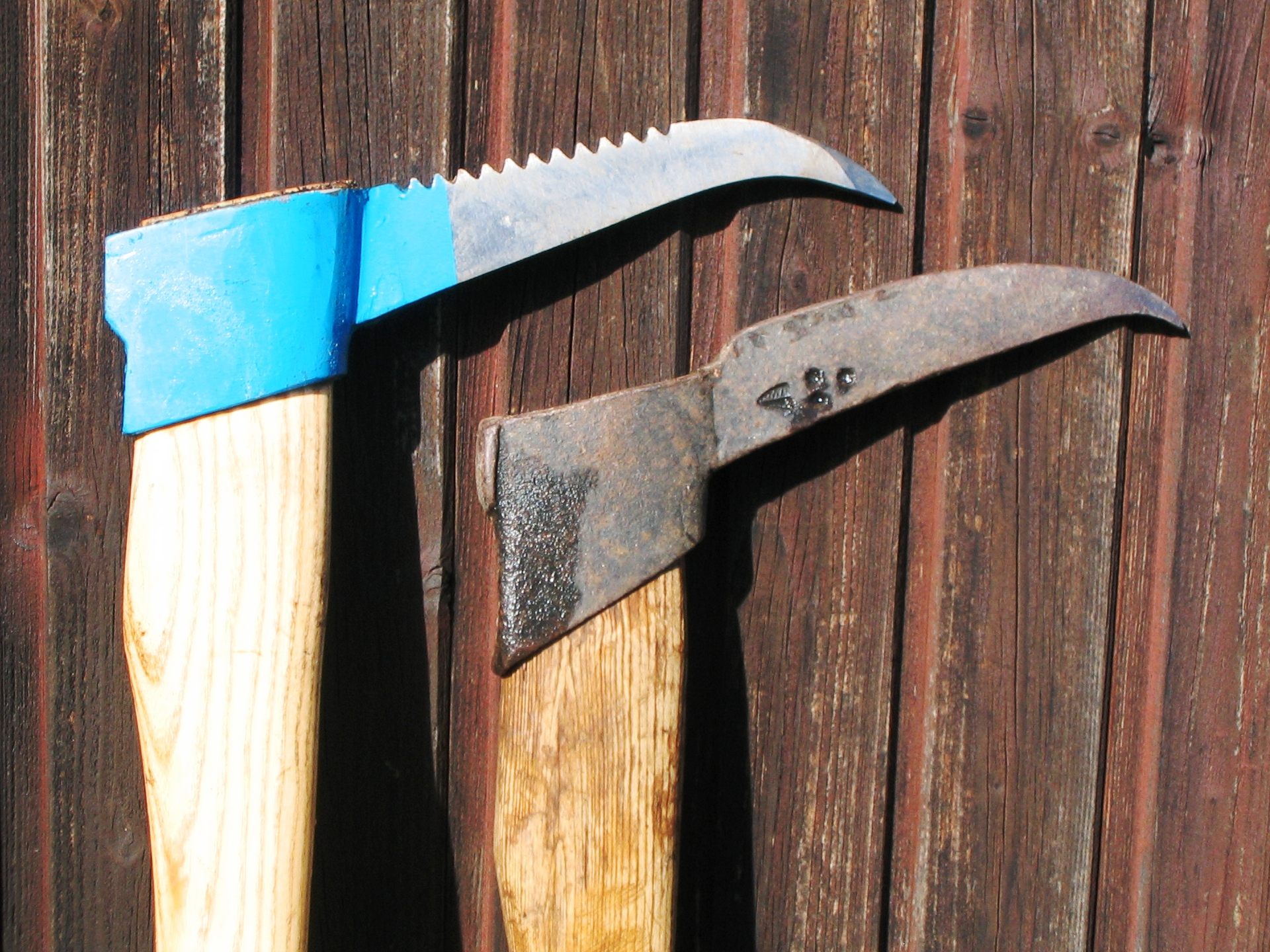
Sappie mit Rückenzahnung für besseren Halt in gefrorenem Holz (links) und älterer Sappie aus der Zeit um 1960 (rechts)

Der Sappie (zum Teil in der Schreibweise Sapie, regional außerdem auch als Sappel, Sappl, Sapin, Zapin und Griesbeil bezeichnet, wobei ein letzteres auch andere Formen und Funktionen haben kann) ist ein Handwerkzeug in Gestalt einer Spitzhacke, die dem manuellen Bewegen von Holz in der Forstwirtschaft und Holzaufarbeitung, insbesondere von Brennholz, dient. Sappies und ihm ähnliche Hilfsmittel fanden im Alpenraum zudem auch Verwendung als Bergstock.

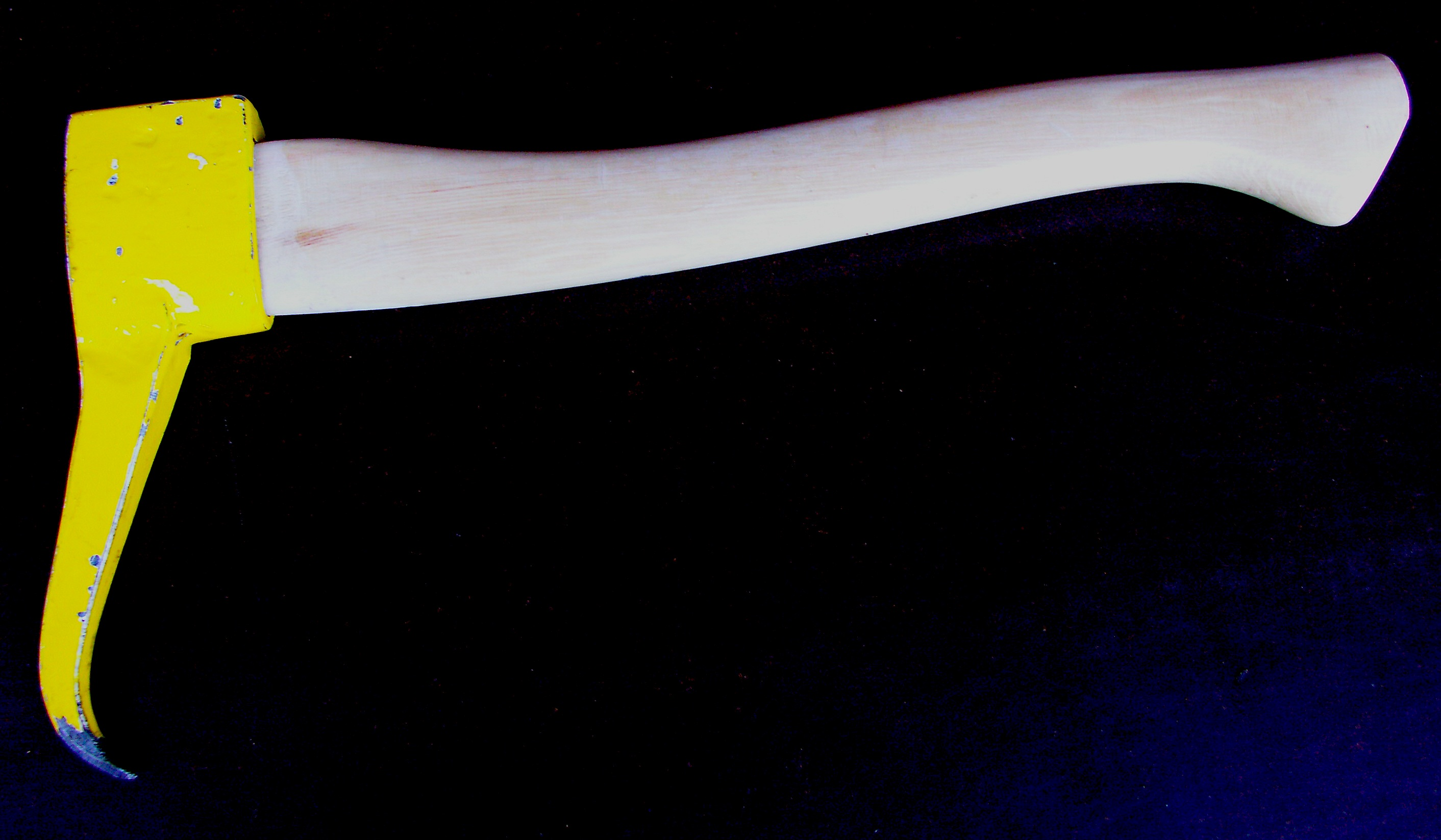
Kurz gestielter Handsappie für die einhändige Verwendung

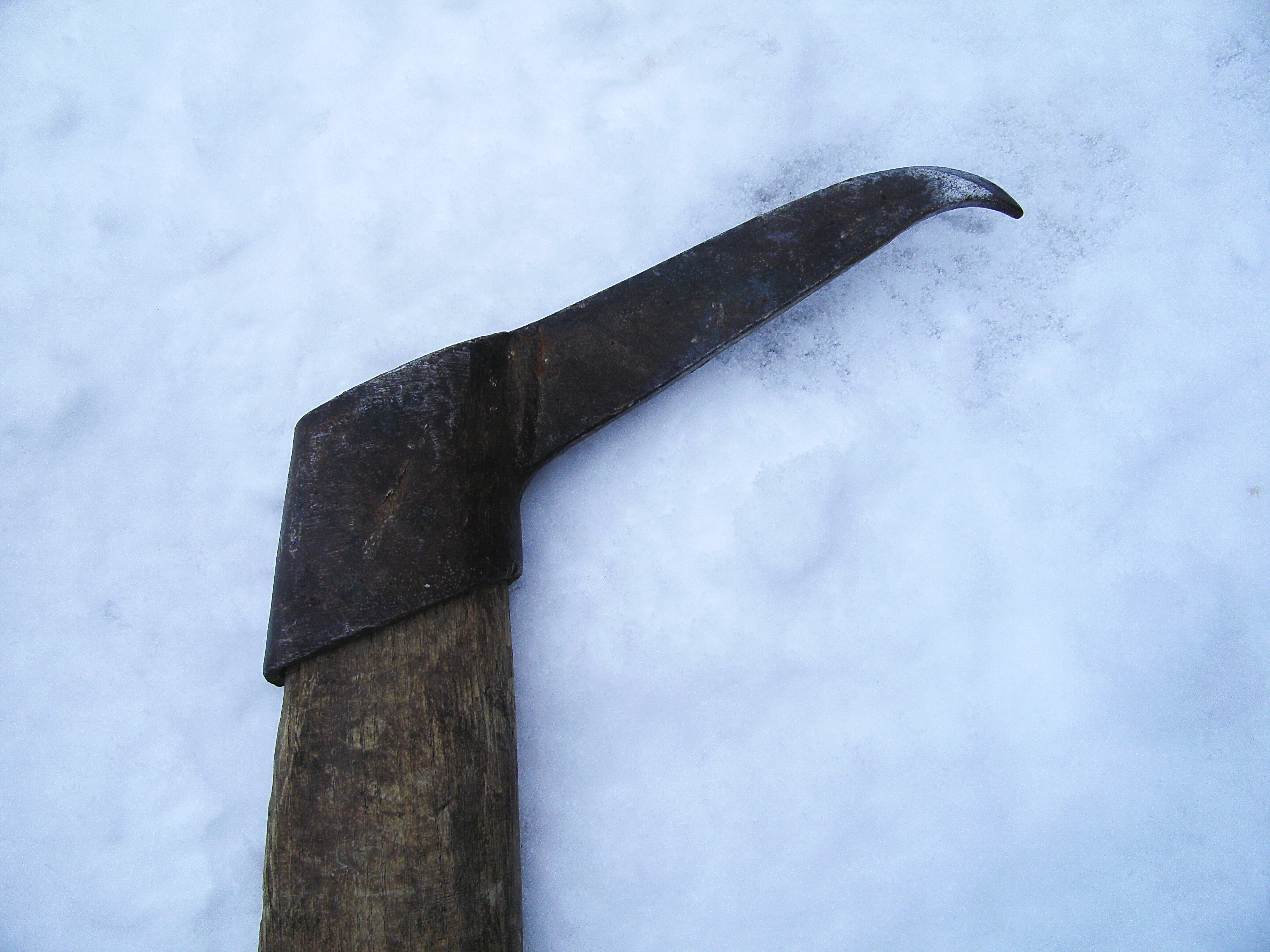
In Jachenau gebräuchliche Form des Sappie, der mit stärker gekrümmter Spitze im Holz besser „beißt“

## Etymologie
Das Wort leitet sich von italienisch zappa‚ Hacke, Harke, Haue, in der Form zappina ab, und wurde in vielfältigsten Varianten über das gesprochene Wort der Forstarbeit ins Deutsche übernommen.

### Regionale Bezeichnungen
Der Ausdruck Sappie (früher „die Sappie“) ist in Deutschland die übliche Handelsbezeichnung für das Werkzeug und kommt wohl über Französisch in das Deutsche (vergl. Sappeur im Militärwesen), im Tirolisch-Salzburgischen spricht man dagegen meist von dem Sappel, Zappel oder Zapin, regional unterschiedlich auch von der Sappen oder der Sapine. In Ober- und Ostösterreich ist die Bezeichnung häufig der Sapin, seltener der Zapin, der Zappin oder der Zapfl, in der Schweiz Zappi oder Zapin. Selten findet sich die italienisch-grammatikalisch korrekte weibliche Form die Zapine oder Sapine im Sprachgebrauch, vereinzelt auch der Sapon/Zapon aus ital. zappone ‚kräftige/große Hacke‘ (dort, wo ‚Hacke‘ für das kleine Beil steht).

## Bau und Funktion
Ein Sappie besteht aus einer in einem Winkel von ca. 120° an einem rund 100–130 cm langen Stiel befestigten ca. 25–30 cm langen, leicht gekrümmten Stahldorn. Der Nacken ist meistens abgestuft, aber es gibt auch Arten mit stärkeren bündigen Schlagplatten. Die heute üblichen Sappies haben ein Kopfgewicht von 1000 bis 1300 Gramm und sind häufig für eine bessere Griffigkeit an der Oberseite gezahnt.
Es gibt drei Gruppen von Sappl:
- Krainer Sappl mit schrägem Haus (stumpfer Winkel zwischen Stiel und  Schmiedeteil). Die Klinge des Krainersappl ist in einem stumpfen Winkel von 120° zum Stiel geneigt. Auffälligstes Erscheinungsmerkmal des 800 bis 1300 Gramm schweren Sappl ist ein schwaches Haus und ein gekrümmter Rücken. Letzterer ist durch Verzahnungen und Einkerbungen als Gleitschutz ausgebildet. Die Klingenspitze ist entweder als einfache Nagelspitze oder als hohlspitzartig angeschliffene Kernspitze ausgeformt. Kernspitzen haften schon bei geringerer Eindringtiefe in den Stamm und gewährleisten ein holzschonenderes Hantieren. Hauptanwendungsgebiet des Krainersappl ist vor allem das Ziehen und Vorrücken von Baumstämmen.
- Tiroler Sappl (Halbkrainersappl) als Mischform mit kräftigem Haus und dicker abgestufter Schlagplatte, im 100° Winkel zum Stiel stehende Klinge, ein gezahnter Rücken und eine Masse um die 1000 Gramm, ist dadurch vielseitig einsetzbar.
- Deutscher Sappl (“Fuhrwerkersappl”) mit geradem Haus (rechter Winkel zwischen Stiel und Schmiedeteil). Die Klinge steht in einem 90° Winkel zum Stiel. Das kräftige Haus mit ebener Schlagplatte geht in einen geraden Rücken über, dessen Nagelspitze gekrümmt ist, Masse von 1000 bis 1800 Gramm. Er wird hauptsächlichen zum Heben und Wälzen von Baumstämmen benutzt und ist zudem die einzig gebräuchliche Sapplform, um Fällkeile voranzutreiben. (wegen der höheren Masse)

Handsappies sind dagegen nur rund 400 Gramm schwer und dienen bei einer Stiellänge von 30–80 Zentimeter der Arbeitserleichterung bei der Verarbeitung von Meterstücken. Hier ist alternativ ein Spalthammer mit Wendenase verwendbar.

## Verwendung

### Forstwirtschaft
Mit der in das liegende Holz eingeschlagenen Spitze kann dieses angehoben oder gewendet werden. Das flache Schlagstück dient zum Einschlagen und Entfernen der Rückehaken (Blitzhaken, Zottelhaken).

### Bergsteigen
Historisch war für Sappie ein geringeres Gewicht üblich, sie waren – zusätzlich mit einem eisernen Dorn am unteren Stielende ausgestattet – so auch als Bergstock einsetzbar und ein üblicher Begleiter der Einheimischen im Alpenraum. Unter der damals gängigen Bezeichnung „Griesbeil“ fand das Werkzeug deshalb auch Eingang in Werke von Heimatdichtern wie Ludwig Ganghofer oder Franz von Kobell. Die oberbayerischen Gemeinden Siegsdorf, Reit im Winkl, Ramsau und Ruhpolding zeigen ein Sappie oder Griesbeil in ihren Gemeindewappen.
Siehe auch: Bergstock

## Arbeitssicherheit
Im Vergleich zu Axt oder Spalthammer ist der Sappie selbst ein Werkzeug mit geringer Verletzungsgefahr, weil zum Eintreiben in das Holz bereits ein leichter Schlag ausreicht und deshalb nicht über Kopf ausgeholt wird. Das Eintreiben von Stahlkeilen mit dem Schlagstück ist jedoch wegen der Splittergefahr zu vermeiden, hier sind Aluminium- oder Kunststoffkeile einzusetzen.
Unfälle beim Einsatz des Sappies können sich ereignen, wenn das Gewicht des durch die starke Hebelwirkung bewegten Holzes unterschätzt wird. So sollten Stämme, die beim Fällen hängengeblieben sind, nicht mit dem Sappie herabgezogen werden, hier ist stattdessen eine Seilwinde zu bevorzugen.
Arbeiten an gestapeltem Langholz, das zum Sägen zu Boden gezogen werden soll, kann eine einzelne Person nicht verrichten: Hier müssen zwei Personen mit jeweils einem Sappie gleichzeitig von schräg außen die Stücke nach vorne ziehen, um außerhalb des direkten Gefahrenbereichs des abrollenden Holzes zu bleiben.